# Алис Тегнер
Алис Тегнер (енгл. Alice Tegnér,12. март 1864, Карлсхамн – 26. мај 1943, Ђурсхолм) била је шведска композиторка, наставница музичког и оргуљаш. Сматра се најпознатијим композитором дечијих песама у периоду од краја 19. века до прве половине 20. века.

## Биографија
Алис Тегнер била је ћерка Едуарда Сандстрема (engl. Eduard Sandström), капетана брода и друго најстарије дете у групи од четворо браће и сестара ( Нана, Алис, Едуард и Џон). Отац Едуард је у својој кабини имао клавир на ком је Алис одсвирала своје прве мелодије. Била је веома музикална и рано је почела да узима часове клавира. 
Породица није имала средстава да јој омогући да се школује за музичара, тако да се она школовала за наставника на Вишој учитељској богословији (sv. Högre lärarinneseminariet) у Стокхолму.
Након студија, отупотовала се у Финску и ту је упознала свог мужа, Јакоба Тегнера (engl. Jacob Tegnér), са којим је добила два сина, Гесту и Торстена. 
Била је наставник у Ђурсхолмовој школи за заједничко образовање (sv. Djursholm samskola) и од 1898. године кантор у Ђурсхолмовој капели    (sv. Djursholms kapell). 

## Музика
Алис Тегнер је компоновала песме за децу код куће у Ђурсхолму. Песме су објављене у књижицама под насловом „Певај са нама, мама!” (sv. Sjung med oss, mamma!). У почетку су се песме раздељивале у породици, али потом су се прошириле у школе. Објављено је укупно девет књижица. 
Поред песама за децу, Алис је писала и многе друге врсте музике, укључујући велику количину хорске музике, романсе, канате, музику за клавир и виолончело и виолинске сонате.
Њена позната пемсарица „Сад ћемо да певамо” (sv. Nu ska vi sjunga) са илустрацијама Елсе Бесков (engl. Elsa Beskow) објављена је 1943. године.

## Награде
- 1914 - Литерис ет Атрибус (engl. Litteris et Atribus)
- 1926 - Члан Шведске краљевске музичке академије (sv. Kungliga Musikaliska akademien)
- 1929 - Прва награда на такмичењу композитора часописа Идун

## Алис Тегнер - фонд
Алис Тегнер је предала шведском удружењу наставника основних школе износ који ће представљати основу за новоосновани фонд, Алис Тегнер фонд. Према статуту фонда, фонд ће се користити за унапрећење наставе певање у основним школама у Шведској. 
Песмарица „Сада ћемо да певамо´´ (sv. Nu ska vi sjunga) делимично је плаћена из њеног фонда.